# Teri Garr

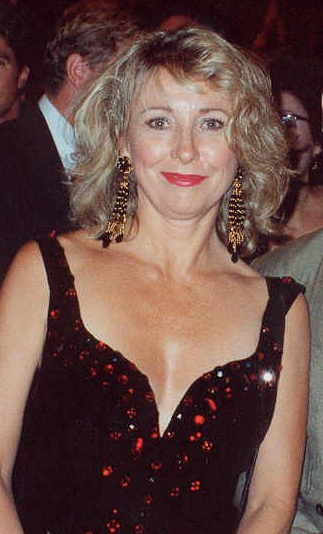
Teri Garr (1990)

Terry Ann „Teri“ Garr (* 11. Dezember 1944 in Lakewood, Ohio; † 29. Oktober 2024 in Los Angeles, Kalifornien) war eine US-amerikanische Schauspielerin. Sie spielte überwiegend komödiantische Rollen und war insbesondere zwischen den 1970er- und 1990er-Jahren in vielen bekannten Hollywood-Filmen eingesetzt.

## Leben und Karriere
Teri Garr wurde als Tochter des Schauspielers Eddie Garr und der Kostümbildnerin Phyllis Garr geboren. Ihr Vater starb, als sie elf Jahre alt war, wonach die Familie finanzielle Probleme hatte. Sie wuchs in North Hollywood auf und nahm intensiv Ballettstunden. Eine kleine Rolle in einer tourenden Produktion von West Side Story kurz nach ihrem Schulabschluss ließ in ihr den Wunsch entstehen, Schauspielerin zu werden. Sie studierte zunächst zwei Jahre das Studienfach Speech and Drama an der California State University (Northridge), ehe sie es zugunsten einer hauptberuflichen Schauspielkarriere abbrach. Später wurde sie am Lee Strasberg Theatre and Film Institute in New York zur Schauspielerin ausgebildet.
Garr hatte ihr Filmdebüt in A Swingin’ Affair (1963) und wirkte als Hintergrund-Tänzerin in einigen Filmen mit Elvis Presley sowie der T.A.M.I. Show mit. Anfangserfolge hatte sie mit Fernsehwerbungen. Ende der 1960er kamen erste Rollen mit Text in Film- und Fernsehproduktionen, sie selbst bezeichnete ihre Gastrolle in der Folge Ein Planet, genannt Erde (1968) der Serie Raumschiff Enterprise als einen ersten Durchbruch. In der folgenden Zeit spielte Garr vor allem Gaststar in Fernsehserien und hatte 1972 etwa regelmäßige Auftritte in The Sonny and Cher Comedy Hour, einer Varietéshow von Sonny Bono und Cher.
1974 erhielt Garr zwei ihrer ersten bekannteren Filmrollen: in Francis Ford Coppolas Der Dialog war sie kurz als Geliebte von Gene Hackmans Hauptfigur zu sehen, und in Frankenstein Junior von Mel Brooks hatte sie eine größere Nebenrolle als Laborassistentin Inga. In der Folge etablierte sich Garr vor allem als Schauspielerin in komödiantischen Rollen für oftmals schrullig oder nervös wirkende Frauen. Die Filmkritikerin Pauline Kael nannte sie in diesem Zusammenhang einmal „die lustigste neurotische alberne Dame auf dem Bildschirm“.
In einem ernsteren Genre bewies sich Garr 1977 als „Ronnie Neary“, die Ehefrau von Richard Dreyfuss’ Hauptfigur, in Steven Spielbergs Science-Fiction-Klassiker Unheimliche Begegnung der dritten Art. In den darauffolgenden Jahren arbeitete sie unter anderem mit bekannten Regisseuren wie Carl Reiner bei Oh Gott … (1979), John Schlesinger bei Da steht der ganze Freeway Kopf (1981) sowie erneut mit Francis Ford Coppola bei dem Liebesfilm Einer mit Herz (1982), in dem sie eine der beiden Hauptrollen übernahm. Ebenfalls 1982 hatte Garr einen ihrer größten Erfolge mit der Travestie-Filmkomödie Tootsie von Sydney Pollack, in der sie als Schauspielschülerin „Sandy“ die Freundin von Dustin Hoffman spielte. Hierfür wurde sie für einen Oscar, einen National Society of Film Critics und einen BAFTA Award jeweils in der Kategorie Beste Nebendarstellerin nominiert, was zugleich ihre wichtigsten Einzel-Berücksichtigungen für einen großen Filmpreis im Laufe ihrer Karriere darstellten.
1983 spielte Garr in einer Hauptrolle die arbeitende Frau eines von Michael Keaton gespielten Arbeitslosen in der Komödie Mr. Mom, der sich daraufhin um den Haushalt kümmern muss. Zwei Jahre später hatte sie eine auffällige Nebenrolle in Martin Scorseses Schwarzer Komödie Die Zeit nach Mitternacht (1985) als überdrehte Alt-Hippie-Frau. In den 1990er-Jahren hatte Garr Hauptrollen in mehreren Fernsehserien, die aber alle schon nach kurzer Zeit eingestellt wurden. In der Erfolgsserie Friends verkörperte sie ab 1997 in drei Gastauftritten die Rolle der Phoebe Abbott, die leibliche Mutter der von Lisa Kudrow dargestellten Hauptfigur Phoebe Buffay. Nennenswerte Filmauftritte in dieser Dekade hatte sie unter anderem in Robert Altmans Prêt-à-Porter (1994), dessen Besetzung inklusive Garr vom National Board of Review einen Preis als Bestes Schauspielensemble erhielt, sowie in den Filmkomödien Dumm und Dümmer (1994) und Michael (1996).
Aufgrund gesundheitlicher Probleme musste sie ab Ende der 1990er-Jahre ihr Arbeitspensum verringern, trat danach aber noch vereinzelt in Filmen sowie als Gaststar in mehreren Fernsehserien auf (etwa 2005 bei Law & Order: Special Victims Unit). Als Theaterschauspielerin war sie 1999 am Off-Broadway im Theaterstück The Vagina Monologues zu sehen. 2011 beendete Garr ihre Schauspielkarriere. Insgesamt umfasste ihr filmisches Schaffen zu diesem Zeitpunkt rund 160 Film- und Fernsehproduktionen in fast 50 Jahren.

### Privates
Von 1993 bis 1996 war sie mit dem Bauunternehmer John O’Neil verheiratet und hatte dadurch ab 1993 eine Adoptivtochter. 2005 veröffentlichte sie mit  Speedbumps: Flooring It Through Hollywood eine Autobiografie. Während ihrer aktiven Filmkarriere war Garr ein häufiger Gast in amerikanischen Talkshows, so bezeichnete David Letterman die Schauspielerin nach ihrem Tod als einen seiner „Allzeit-Lieblingsgäste“.
Im Jahr 1999 wurde bei Garr Multiple Sklerose diagnostiziert. Nach ihren Angaben hatten sich erste Anzeichen der Erkrankung bereits fast 20 Jahre zuvor bemerkbar gemacht, waren aber zunächst ohne Diagnose geblieben. 2002 trat sie damit an die Öffentlichkeit und klärte seitdem öffentlich als Sprecherin über die Krankheit auf. Am 29. Oktober 2024 erlag sie im Alter von 79 Jahren Komplikationen ihrer Erkrankung.

## Filmografie (Auswahl)
- 1963: A Swingin’ Affair
- 1963: Acapulco (Fun in Acapulco)
- 1964: Tolle Nächte in Las Vegas (Viva Las Vegas)
- 1964: Die Wilden Weiber von Tennessee (Kissin’ Cousins)
- 1964: Immer mit einem anderen (What a Way to Go!)
- 1964: Pyjama-Party (Pajama Party)
- 1964: König der heißen Rhythmen (Roustabout)
- 1965: Eine zuviel im Harem (John Goldfarb, Please Come Home)
- 1965: Rote Linie 7000 (Red Line 7000)
- 1966: Batman (Fernsehserie, Folge 1x07)
- 1967: Nur nicht Millionär sein (Clambake)
- 1968: The Andy Griffith Show (Fernsehserie, Folge 8x26)
- 1968: Raumschiff Enterprise (Star Trek, Fernsehserie, Folge 2x26 Ein Planet, genannt Erde)
- 1968: Head
- 1969: Frei wie der Wind (Changes)
- 1969: Ihr Auftritt, Al Mundy (It Takes a Thief, Fernsehserie, 2 Folgen)
- 1970: Whisky brutal (The Moonshine War)
- 1970–1975: Ein Sheriff in New York (McCloud, Fernsehserie, 6 Folgen)
- 1972: The Sonny and Cher Comedy Hour (Fernsehserie, 12 Folgen)
- 1973: M*A*S*H (Fernsehserie, Folge 2x10)
- 1973–1974: Meiner Frau bleibt nichts verborgen (The Girl with Something Extra, Fernsehserie, 4 Folgen)
- 1974: Männerwirtschaft (The Odd Couple, Fernsehserie, Folge 4x16)
- 1974: Barnaby Jones (Fernsehserie, Folge 2x23)
- 1974: Der Dialog (The Conversation)
- 1974: Frankenstein Junior (Young Frankenstein)
- 1976: Für Gesetz und Ordnung (Law and Order, Fernsehfilm)
- 1976: Won Ton Ton – der Hund, der Hollywood rettete (Won Ton Ton, the Dog Who Saved Hollywood)
- 1977: Ein Kellner wie der Gast ihn liebt (The Absent-Minded Waiter, Kurzfilm)
- 1977: Oh Gott … (Oh, God!)
- 1977: Unheimliche Begegnung der dritten Art (Close Encounters of the Third Kind)
- 1979: Der schwarze Hengst (The Black Stallion)
- 1980: Witches’ Brew
- 1981: Einer mit Herz (One from the Heart)
- 1981: Da steht der ganze Freeway kopf (Honky Tonk Freeway)
- 1982: Die falsche Spur (Prime Suspect, Fernsehfilm)
- 1982: Der große Zauber (The Escape Artist)
- 1982: Tootsie
- 1983: Zwei ausgekochte Gauner (The Sting II)
- 1983: Der schwarze Hengst kehrt zurück (The Black Stallion Returns)
- 1983: Mr. Mom
- 1984: Die Windsor-Papiere – Königsjagd (To Catch a King, Fernsehfilm)
- 1984: Moving In – Eine fast intakte Familie (Firstborn)
- 1985: Die Zeit nach Mitternacht (After Hours)
- 1986: Vietnam Adieu (Intimate Strangers, Fernsehfilm)
- 1986: Miracles – Ein ganz unglaubliches Abenteuer (Miracles)
- 1986: Fresno (Miniserie, 6 Folgen)
- 1988: Die Trottel vom Texas-Grill (Full Moon in Blue Water)
- 1989: Tau mich auf, Liebling (Out Cold)
- 1989: Alles auf Sieg (Let It Ride)
- 1990: Zeichen und Wunder? (Waiting for the Light)
- 1990: Short Time – Nichts als Ärger mit dem Kamikaze-Cop (Short Time)
- 1991: Geschichten aus der Gruft (Tales from the Crypt, Fernsehserie, Folge 3x03)
- 1991: Ein Fremder in unserer Mitte (Stranger in the Family, Fernsehfilm)
- 1991: Good & Evil (Fernsehserie, 11 Folgen)
- 1992: The Player
- 1992: Killer im Kreißsaal (Deliver Them from Evil: The Taking of Alta View, Fernsehfilm)
- 1992: Mom und Dad retten die Welt (Mom and Dad Save the World)
- 1993: Murphy Brown (Fernsehserie, Folge 5x19)
- 1993: Die Legende von Prinz Eisenherz (The Legend of Prince Valiant, Fernsehserie, 2 Folgen, Stimme)
- 1993: Die Larry Sanders Show (The Larry Sanders Show, Fernsehserie, Folge 2x02)
- 1993: Palm Springs Detectives – Ausweglose Jagd (Fugitive Nights: Danger in the Desert, Fernsehfilm)
- 1994: Dumm und Dümmer (Dumb and Dumber)
- 1994: Prêt-à-Porter
- 1994: Guter Rat ist teuer (Good Advice, Fernsehserie, 13 Folgen)
- 1995: Das perfekte Alibi (Perfect Alibi)
- 1995: Women of the House (Fernsehserie, 12 Folgen)
- 1995: Frasier (Fernsehserie, Folge 3x01 Sie ist der Boss, Stimme)
- 1996: Michael
- 1997: Tödliches Geständnis (Murder Live!, Fernsehfilm)
- 1997: Ronnie & Julie – Verbotene Küsse (Ronnie & Julie, Fernsehfilm)
- 1997: Das Leben geht weiter (Changing Habits)
- 1997: Nightscream – Schrecken der Nacht (NightScream, Fernsehfilm)
- 1997: Der Zauberwunsch (A Simple Wish)
- 1997: Sabrina – Total Verhext! (Sabrina, the Teenage Witch, Fernsehserie, Folge 2x04)
- 1997–1998: Friends (Fernsehserie, 3 Folgen)
- 1998: Casper trifft Wendy (Casper Meets Wendy)
- 1999: Kill the Man – Vom Kopiertrottel zum Millionär (Kill the Man)
- 1999: Ein halbes Dutzend Babys (Half a Dozen Babies, Fernsehfilm)
- 1999: Emergency Room – Die Notaufnahme (ER, Fernsehserie, Folge 5x22)
- 1999: Ich liebe Dick (Dick)
- 1999–2000: Batman of the Future (Batman Beyond, Fernsehserie, 10 Folgen, Stimme)
- 2000: Batman of the Future – Der Joker kommt zurück (Batman Beyond: Return of the Joker, Stimme)
- 2001: Felicity (Fernsehserie, Folge 3x16)
- 2001: Ghost World
- 2001: Strong Medicine: Zwei Ärztinnen wie Feuer und Eis (Strong Medicine, Fernsehserie, Folge 2x09)
- 2002: Life Without Dick – Verliebt in einen Killer (Life Without Dick)
- 2005: Law & Order: Special Victims Unit (Fernsehserie, Folge 7x08 Kontrolle)
- 2006: Oh je, du Fröhliche (Unaccompanied Minors)
- 2011: How to Marry a Billionaire (Fernsehserie, 1 Folge)